# 동아시아의 역사

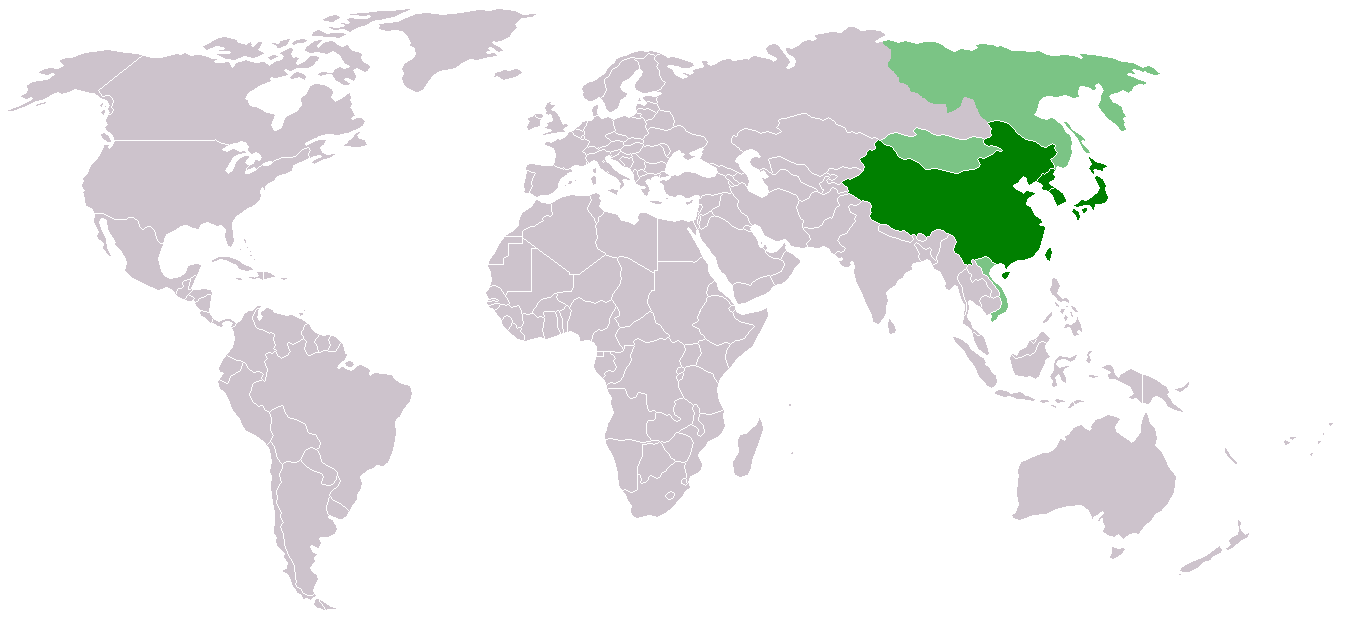
동아시아 지역

동아시아의 역사(영어: history of East Asia)는 한국과 일본, 중국 등을 포함한 동아시아 지역의 역사이다. 한국의 고등학교 정규 교육 과정에선 2009 개정 교육과정부터 '동아시아사'라는 과목으로 배우고 있다.

## 역사

### 고대
기원전 16세기 경에 지금의 중국에 상(商)이 건국되어 한자와 청동기를 사용하기 시작했다. 상은 기원전 11세기에 주로 대체되었다. 춘추 시대에는 유교가 만들어지고 철기를 사용하였다. 기원전 221년에 진(秦)의 시황제가 중국을 통일하고, 흉노나 북베트남을 정복하여 영토를 더욱 넓혔다.
진이 멸망한 뒤 기원전 206년에 건국된 한(漢)은 처음에는 주변을 지배할 만한 힘을 갖지 못하고, 북베트남을 지배하던 한인(漢人)을 왕으로 인정하여 남월국이 건국되었다. 반세기에 걸쳐 국력을 키운 한은 무제 때에 전성기를 맞이하였다. 남월국과 위만조선을 멸망시키고, 조선에는 낙랑군(樂浪郡)을 두고 지배하였다. 한편, 한서(漢書)에 따르면 이 시기의 일본은 야마토(倭)라 불리었으며, 중국과의 교류도 있었다고 전해진다.
기원전 1세기 말이 되어 서서히 기강이 무너져, 결국 역사속으로 사라지게 되고 신(新)이라는 국가가 새로이 건국되었으나 혁명에 실패하여 다시 한(후한)이 세워졌다. 후한시대에는 기술이 더욱 발전하여, 한동안 약해졌던 지배력을 회복하였고, 고구려, 부여, 야마토 등으로부터 조공을 받았다. 그러나 이 후한도 서서히 황제의 외척(外戚)이나 환관이 권력을 잡게 되면서 기강이 무너지고 국력이 약해져, 중국은 다시 전란의 시대로 들어서게 되었다.

### 중세
기원후 184년 경, 중국은 군웅할거(群雄割據) 시대에 접어들어 결국 220년에 후한이 멸망하였다. 이후 중국에서는 위(魏)・촉한(蜀漢)・오(吳) 삼국시대에 접어들어, 서로 치열하게 전투를 벌였다. 그중에서도 위가 세력을 키워, 246년에 고구려의 수도를 공격하였다.

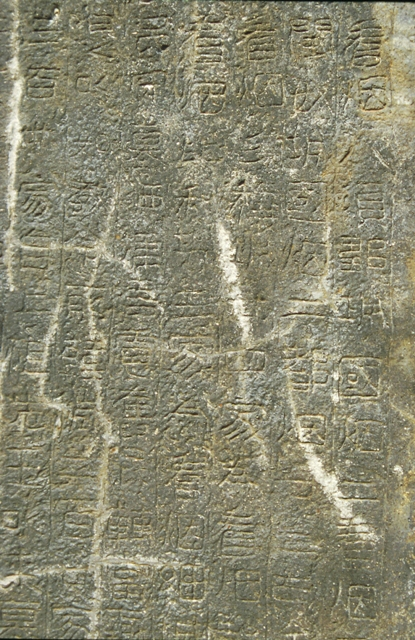
광개토왕릉비

광개토왕릉비

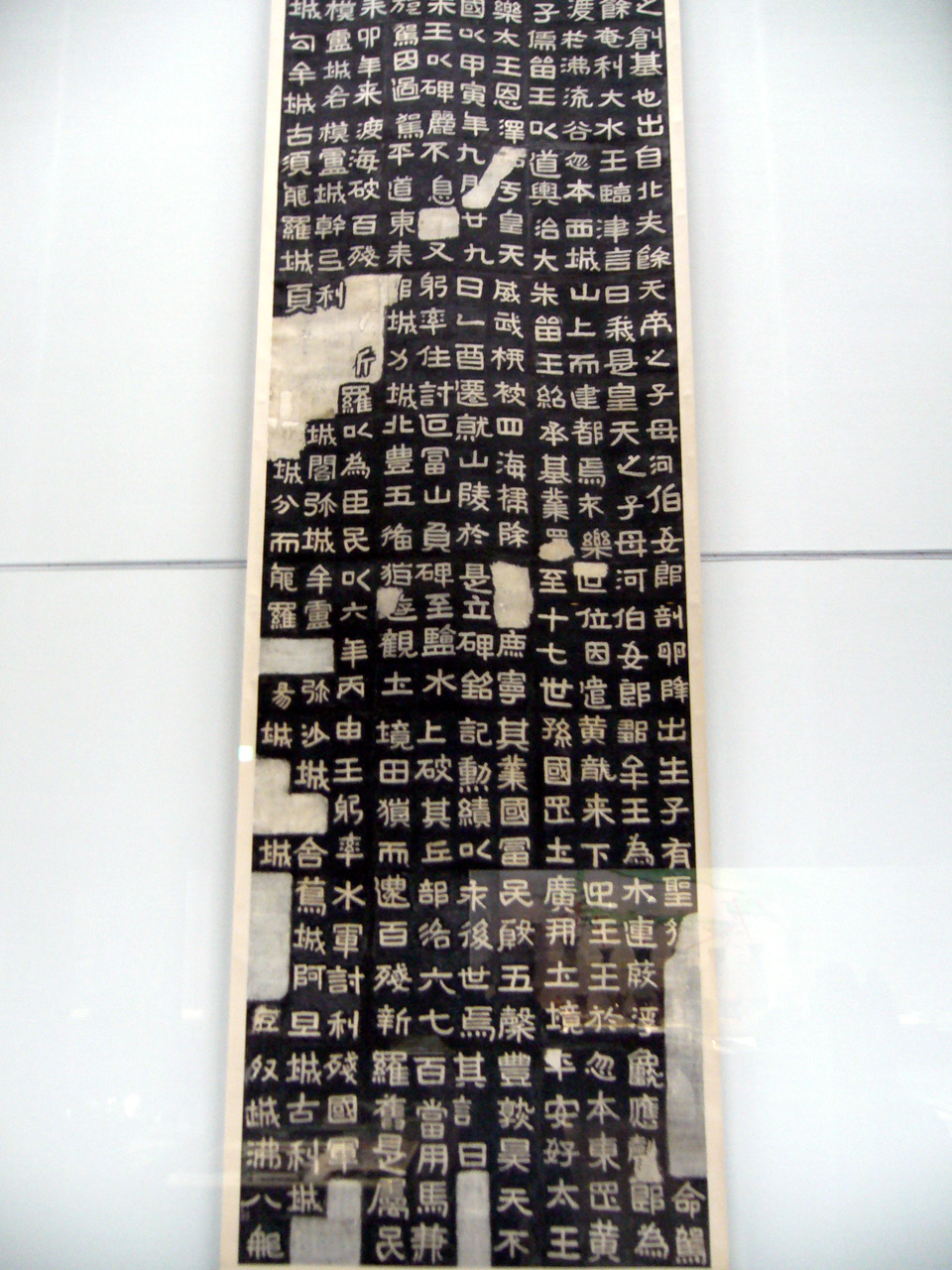
광개토왕릉비의 탁본

삼국시대는 약 60년간 계속되어, 모든 국가의 국력이 약해지게 되었다. 위는 한때 한의 황제의 제위를 찬탈하고 촉한을 정복할 정도의 위세를 떨쳤지만, 연이은 전투로 국력이 약해져 신하에게 제위(帝位)를 어쩔 수 없이 선양하게 되었다. 280년에는 위에서 제위를 얻어내어 성립한 서진(西晉)이 중국을 통일하였다. 그러나, 이 왕조도 길게 가지 못하고, 중국은 오호 십육국 시대, 남북조 시대라 불리는 약 300년에 걸친 전란의 시대에 들어서게 되었다. 이 시기에 문화적으로 불교와 도교가 발전하여 동아시아를 대표하는 3대 종교. 유교, 불교, 도교의 윤곽이 확립되었다. 그 사이에 한반도에서는 고구려가 낙랑군을 몰아내고, 4세기 경에는 고구려, 신라, 백제로 대표되는 삼국 시대가 시작되어 이쪽도 격렬한 분쟁의 시대를 맞이하게 되었다. 또한, 이 시기의 일들을 기록한 《삼국사기》에 따르면 393년경, 왜인(倭人)이 왕성을 포위했다는 기록과, 광개토왕릉비에는 400년에 고구려군이 신라에 구원병을 보냈다는 기록으로 보아 당시 왜와 교류도 있었음을 알 수 있다. 이 시기의 왜는 백제와 관계를 맺어 다양한 대륙문화를 백제를 통해 유입하였다.
581년에 수나라(隋)가 중국을 통일함으로써 남북조시대가 끝나게 된다. 수나라의 문제는 율령을 정비하고 과거 제도를 시작하였다. 이 무렵, 왜의 쇼토쿠 태자(聖徳太子)는 수나라와 외교를 맺고 다양한 사상도 받아들이는 등 '아스카 문화 시대'를 전개하였다. 수나라는 짧은 시간에 통일을 한 것으로 인해 결국 멸망하여 618년에 당나라(唐)가 건국되고, 당나라의 태종은 국력 강화에 힘써, 630년에 돌궐을 물리치고, 644년에는 서역의 고창(高昌)이라는 도시를 지배하에 두었다. 또한 당나라는 고구려를 제압하기 위해 신라와 동맹을 맺었다. 이에 대해 왜국과 백제는 동맹을 맺지만, 660년에 백제가 멸망하였다. 왜국은 백제의 부흥을 위해 군사를 일으켜 663년에 백강 전투가 일어나지만, 나・당연합군에게 패배하였다. 나・당연합군은 또한 668년에 고구려를 멸망시키고 당나라는 평양에 도호부를 설치하였다. 고구려 유민들 중 일부는 동북 지방으로 달아나 발해를 건국하였다.
신라와 당나라는 660년에 연합군을 결성할 때, 평양 이남을 신라령으로, 이북을 당나라령으로 하기로 약속을 하였으나, 당이 일방적으로 이를 무시하고 백제와 고구려 지역에 웅진도독부, 안동도호부 등을 설치하였다. 이로 인해 나당 전쟁이 일어났는데, 이 전쟁으로 당나라는 676년 한반도에서 완전히 철수했다. 이로써 신라는 대동강에서 함경남도 덕원을 연결하여 실질적으로 원산 이남의 영토를 완전히 회복하였고, 한반도를 통일하였다.
8세기에 들어서면서 당나라는 수도인 장안에는 실크로드를 통해 서역, 인도, 중동의 문물을 들여왔고, 이는 신라, 왜국, 발해에도 영향을 미쳤다. 한편 왜국은 701년에 국호를 일본(日本)으로 바꾸었다.

### 근세
10세기 초에 당나라, 신라, 발해가 멸망하였다. 한반도에서는 후삼국시대를 거쳐 936년에 고려가 통일을 이루었고, 발해가 있던 자리에는 거란이 진출하였으며, 중국은 오대 십국 시대를 거치고 960년에 북송(北宋)이 중국을 통일하였다. 일본은 헤이안 시대에 접어들어 다른 나라와 교류를 하지 않고 독자적인 문화(국풍문화, 国風文化)를 발전시켰다.
북송은 고려와 대리국(大理國)으로부터 조공을 받고, 과거제도와 경제를 발전시키는 등 문화 발전에 힘을 써 수묵화, 산수화, 도자기 등이 본격적으로 등장하였다. 그러나 1004년에 북방에서 거란족이 세운 요나라(遼)에게 공격당하였다. 1125년에는 여진족이 세운 금나라(金)와 동맹을 맺어 요나라를 멸망시키지만, 이듬해에 정강의 변으로 금나라에게 공격을 당해 화북 지방을 잃고 천도를 하면서 남송(南宋)이 되었다. 남송과 일본 사이에는 다이라노 기요모리 등에 의해 무역이 이루어졌다. 이 시대에 일본에서는 귀족들과 무사들에 의해 천황이 실질적인 권력을 거의 잃어, 상징적인 의미로만 남게 되었다. 1192년에는 가마쿠라 막부가 세워져, 무사가 정권을 잡게 되었다.
13세기 초에 몽골고원에서 몽골 제국이 세워져 주변을 차례로 공격하기 시작했다. 1211년에는 화북 지방을 손에 넣고, 1234년에는 남송과 동맹을 맺어 금나라를 멸망시켰으며, 1259년에는 고려를 복속시켰다. 1271년에 국호를 원(元)이라 하였고, 1274년과 1281년에 2회에 걸쳐 일본을 침공하였다. 그러나 두 번 모두 해안지역에서 격렬한 저항에 부딪쳤으며, 태풍의 영향으로 큰 피해를 입고 철수하였다. 일본은 비록 원을 막아내기는 하였으나, 가마쿠라 막부는 이후에 쇠퇴의 길을 걷게 되었다. 원나라는 1279년에 남송을 멸망시켜 중국 대륙을 다시 통일하였다.
이 때 유라시아 대륙을 넓게 지배했던 몽골 제국의 아래에서 동서 교역이 활발해져, 원의 수도였던 대도(大都)에는 유럽과 중동에서 많은 상인들이 모였다. 이들 중에서 이탈리아의 마르코 폴로는 자신의 체험을 《동방견문록》으로 출판하였다.
13세기경부터 왜구가 고려와 중국 해안에서 활동을 시작하였다. 한반도에서는 13세기 중반부터 중국의 내란에 휘말려 왜구의 피해를 입고, 국내에서는 왕과 무인이 충돌하였다. 원나라는 광대한 영토를 유지하지 못하고 내란이 일어났다. 14세기 후반 동아시아의 국제정세는 크게 소용돌이 쳤는 바, 1368년에 주원장의 명나라(明)는 원나라를 몽골고원으로 쫓아내었다. 명나라는 1372년부터 해금(海禁)이라는 정책으로 사무역을 금지시켰다. 1391년에는 북원(北元)이 멸망한다. 이로써 북방민족의 중원지배가 끝나고 한족(漢族)에 의한 중국 지배시대가 시작되었는데, 이것은 동아시아 국제질서에 있어서도 큰 변화요인이 되었다. 1392년에 조선이 건국되었고, 조선은 왜구에 대한 대책으로 일본과의 무역을 왜관(倭館)에서만 이루어지게 하였다. 1419년에는 왜구 단속을 위해 대마도를 정벌하는 정책을 펼치기도 하였다. 1510년에는 왜인들이 조선의 무역제도에 반발하여 대마도주 종성친의 지원을 받아 삼포 왜란을 일으키기도 하였다. 한편, 1300년대 초에 일본에서는 가마쿠라 막부가 실권을 잃고, 1338년에는 아시카가 다카우지가 무로마치 막부(室町幕府)를 세웠다.
명나라는 영락제 때 남경에서 북경으로 천도하고, 1401년에 일본에 대해 왜구 단속을 요청함과 동시에 무로마치 막부의 아시카가 다카우지를 일본 국왕에 봉해 명일무역을 시작했다. 1405년에는 정화(鄭和)로 하여금 남해에 원정을 가게 하였다. 정화가 이끄는 선단은 아프리카의 동쪽 해안에 도달하였는데, 이는 유럽의 대항해 시대보다 70년 정도 앞선 것이었다. 한편, 이쯤 일본에서는 무로마치 막부가 내부의 분열로 힘을 잃고 오닌의 난을 계기로 전국시대가 시작되었고, 16세기 중반에는 오다 노부나가(織田信長)로 인해 아즈치모모야마 시대(安土・桃山時代)가 되었다.
1592년, 일본을 통일한 도요토미 히데요시(豊臣秀吉)는 명과 조선의 정복을 명목으로, 조선을 침공했다. 초기에는 일본군의 승기가 이어졌지만, 명의 지원군에 의해 억제되었다. 이후 정유재란이 이어졌지만 도요토미 히데요시의 죽음 등으로 결국 물러났다. 이로 인해 일본에서는 에도 막부가 정권을 잡게 되었고, 에도 막부는 국내 영주들을 효과적으로 제어하는 한편 대외벅으로는 쇄국정책을 실시하여 중국, 네덜란드, 조선, 류큐, 아이누 등과의 제한된 무역을 제외하고 다른 나라와의 교류를 끊었다. 조선은 임진왜란으로 국토가 매우 피폐해졌으며, 명나라도 이후 힘을 잃기 시작하였다.
1636년, 만주의 후금이 청(淸)으로 국호를 바꾼다. 같은 해에 청나라는 조선에게 조공을 바칠 것을 요구하지만 조선에서는 이를 거절하였다. 이에 청은 병자호란을 일으켰고, 조선은 이에 굴복하고 말았다. 1644년에는 베이징을 지배하게 되면서 사실상 중국을 지배하게 되었다.
이 시기에 유럽 제국은 대항해 시대와 산업혁명을 거쳐 국력을 키워 남아시아 등에 식민지를 개척하고 있었다.

### 근·현대

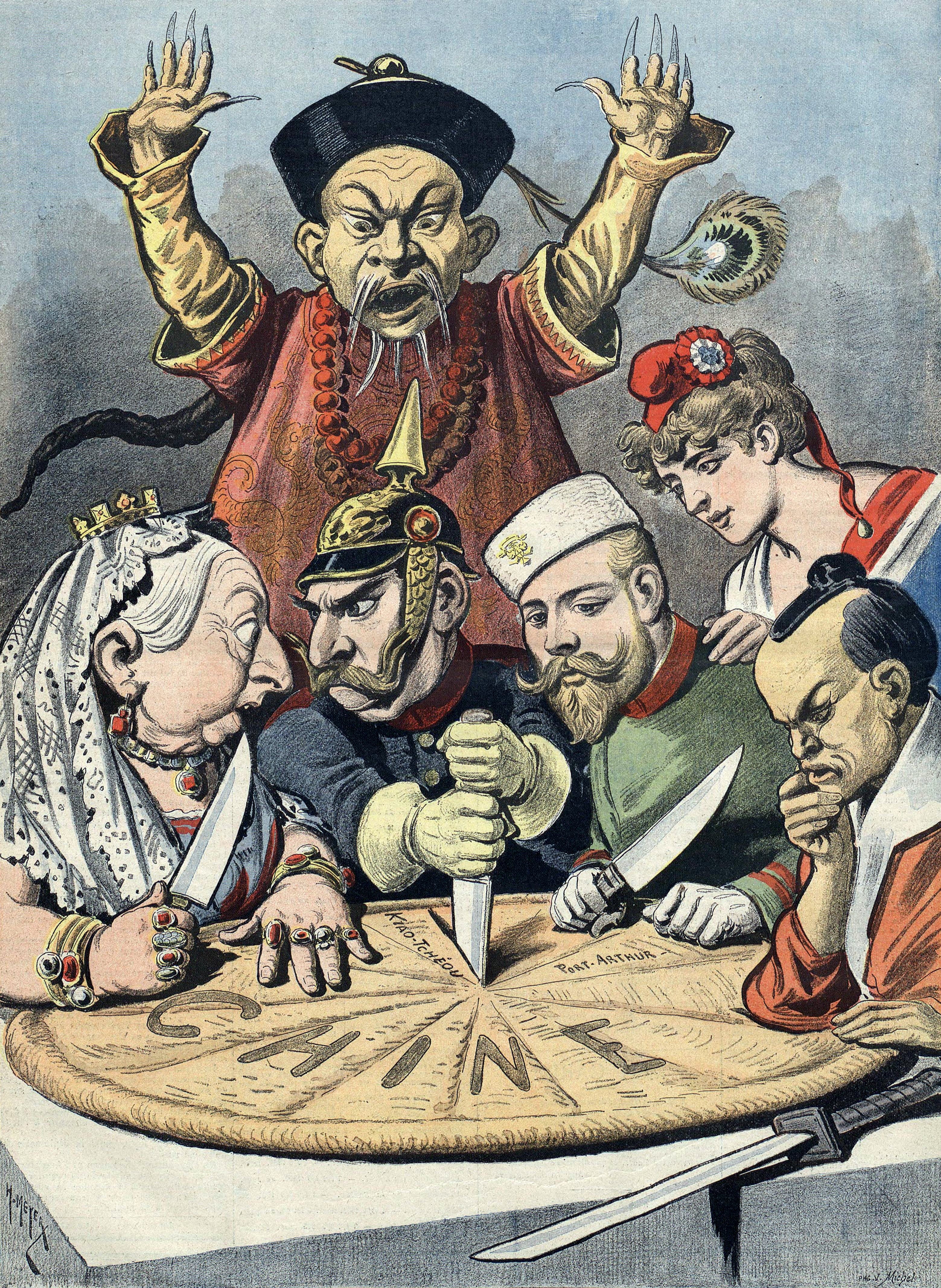
서구 열강 세력의 이권침탈 풍자화

19세기 초, 청나라에서는 영국으로부터 밀수된 아편이 사회적으로 심각한 문제로 대두되었다. 이에 대해 청나라는 국가적으로 단속하기 시작했는데, 영국이 이에 대해 크게 반발하여 1840년 아편 전쟁이 일어났다. 전쟁은 청나라의 패배로 끝나 1842년 난징조약이라는 불평등 조약을 체결하였고, 이어지는 1857년에 제2차 아편 전쟁에서도 패배하였다. 그 결과 해안의 도시들이 조계(租界)로 거론되었고, 홍콩을 할양하게 되었다. 북쪽에서는 러시아가 연해주(沿海州) 할양을 요구하였는데, 여기에도 굴복하였다. 조계나 할양지는 이후 서구 열강의 아시아 활동의 근거지가 되었다. 유럽의 압도적인 힘을 절감한 청나라는 양무운동을 통해 서양의 기술을 도입하기 시작한다. 그러나, 이 개혁은 수구파와의 대립으로 제대로 진행이 이루어지지 못하였다.
서구 열강의 진출은 쇄국 정책을 펼치고 있던 일본에게도 영향을 주었다. 1853년에 미국 함대가 개항을 요구하여, 이듬해에는 미일 화친 조약이, 1858년에는 미일 수호 통상조약이 체결되었다. 서구 열강의 세력을 배척해야 한다는 소리가 높아지는 가운데 조약을 체결한 에도 막부는 국내에서 구심력을 잃고, 1867년에 일본의 무사정권은 막을 내렸다. 이후 일본은 메이지 유신(明治維新)으로 부국강병(富国強兵)과 문명개화(文明開化)를 추진하였고, 쇄국정책을 관철하고 있던 조선에 대해 1875년 운요호 사건을 빌미로 조선으로 하여금 다음 해 조일수호조약을 맺어 개항을 하게 한다.
청나라는 1884년 응우옌 왕조에 대한 침략을 강화하는 프랑스의 전쟁에서 패배하여, 베트남은 프랑스령 인도차이나가 된다. 또한 조선을 둘러싼 일본과 청나라의 대립이 고조되어, 1894년에 청일 전쟁이 일어나고, 이 전쟁에서 청나라는 패배하였다. 청나라는 시모노세키 조약으로 조선의 독립을 인정하고, 요동반도와 타이완 등을 일본에 할양하지만, 요동 반도는 삼국간섭으로 인해 반환되었다. 이후에 러시아 제국, 영국, 독일 제국, 일본 제국, 프랑스 등의 서구 열강은 차례차례로 청나라의 영토를 조차하고, 조선은 1897년에 대한제국으로 독립하였다.
1899년에 부청멸양(扶淸滅洋)을 주장하는 의화단 운동이 발생하였다. 이듬해에 청나라는 열강에 대해 선전포고를 하지만 패배하여 베이징 의정서(北京議定書)에 따라 막대한 배상금을 물게 되었다. 또한 러시아 제국은 만주에 주둔하면서 한반도에 미치는 영향력을 강화하였다. 이에 일본은 급속히 전력을 갖추어 1902년에 영일 동맹을 맺고, 1904년에 러일 전쟁에서 러시아를 격파하였다. 이후, 1910년에 한일 병합 조약으로 대한제국을 합병하였다. 청나라는 1911년 신해혁명을 거쳐 다음해에 멸망하였다. 중국은 중화민국이 세워지지만 군벌에 의한 내전에 휩싸이게 되었다.
1918년에는 제1차 세계 대전이 발발하였는데, 일본은 이 틈을 타 동아시아 지역의 독일의 조계지를 점령하고, 중국에 21가지 특혜를 요구하였다. 일본은 다이쇼시대(大正時代)에 민주주의가 널리 퍼지는 등 전쟁으로 인한 호황을 누렸지만, 간토 대지진이 일어나 수도를 이전하자는 주장이 나올 정도로 도쿄 등의 도시가 심히 망가졌다. 또한 이후 쇼와금융위기(昭和金融恐慌)가 일어나고, 1929년에는 세계적인 대공황이 발생하여 일본은 큰 타격을 받았다. 이러한 상황에서 일본은 군국주의로의 행보를 보이기 시작했다. 한편, 이 시기 중국에서는 장제스(蔣介石)가 북벌을 성공시켜, 만주 지역에도 세력을 넓히고 있었다.
일본은 1931년의 만주사변을 일으키고 이듬해에 만주국을 건국하였다. 1936년에는 2·26 사건이 일어났는데, 이는 일본이 군국주의화되어 가고 있음을 보여주었다. 1937년부터는 루거우차오 사건(盧溝橋)이 발단이 되어 중일 전쟁이 시작되었다. 일본은 이를 전쟁으로 인정하지 않고 '사변(事変)'이라고 칭하였는데, 중국은 이에 대해 국민당과 공산당의 내전을 중단하고 제2차 국공 합작을 이루었다. 일본은 또한 1941년부터 태평양 전쟁에서 대동아공영권(大東亜共栄圏)을 주장하며 미국과 전면적으로 맞서게 되었다. 일본군은 처음에는 승리하는 듯 하였으나, 미드웨이 해전 이후 태평양에서의 작전은 계속해서 실패하고, 1945년에는 히로시마와 나가사키에 원자폭탄이 투하되어, 같은 해 8월 15일에 항복하였다. 이와 함께 만주국도 사라지고, 타이완은 중국에 반환되었으며, 한반도는 연합국의 관리하에 놓이게 되었다.
제2차 세계 대전이 끝난 후, 중화민국에서는 중국 국민당과 중국 공산당 간의 제2차 국공 합작이 결렬되고 국공 내전이 재개됐는데, 소련의 후원을 입은 중국 공산당 측이 중국 국민당을 몰아내고 1949년에 중화인민공화국을 수립하였다. 이에 대해 중국 국민당은 중화민국 정부를 타이완으로 이전하여 현재까지 분단국가 상태가 이어지고 있다.
일본은 1946년 일본국 헌법에 의해 일본 제국에서 일본국으로 국호를 바꾸고 민주주의 국가가 되어, 1951년에 일본과 미국 간의 상호 협력 및 안전 보장 조약으로 미일 동맹을 맺었다. 그리고 침략했던 아시아 국가들에 대해 배상을 실시하게 되었으나, 전후에 엄청난 경제부흥을 이루어 내어 세계 두 번째 경제대국으로 성장하였다.
한편 한반도에서는 미국과 소비에트 연방이 남북으로 나누어 각각 대한민국과 조선민주주의인민공화국이 세워졌다. 이후, 1950년 6월 25일 북한의 남침에 의해 전쟁이 발발하였다. 이 전쟁은 1950년부터 1953년의 3년간 이어졌으며, 지금도 종전이 아닌 휴전상태이다.

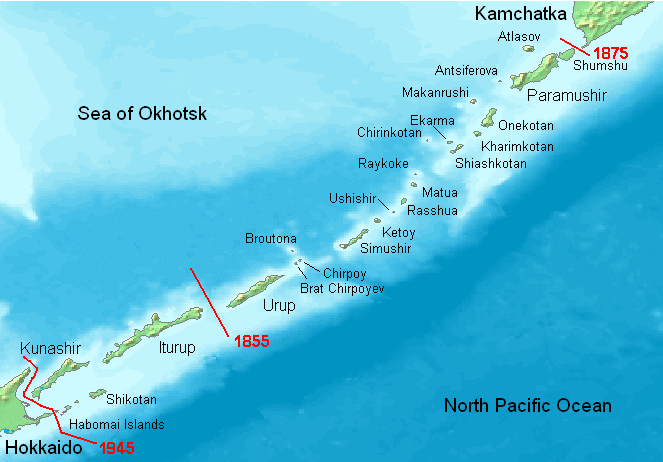
쿠릴 열도에 관한 러시아와 일본 양국의 국경 변화. 공식적으로 일본은 1855년부터 1945년까지 자국의 영토였던 쿠릴 열도 4개 섬의 영유권을 주장하고 있다.

현재 동아시아는 북한을 제외한 국가들은 경제가 발전하고, 교류도 활발하게 이루어지고 있으나 타이완 문제, 조선민주주의인민공화국의 대량살상무기 문제, 동북공정, 쿠릴 열도 분쟁 등이 과제로 남아 있다.

## 참고 문헌
- 하우봉 (2010). “조선 전기 부산과 대마도의 관계”. 《역사와경계》 (부산경남사학회) 제74집.

## 같이 보기
- 세계의 역사
- 한국의 역사
- 중국의 역사
- 일본의 역사
- 타이완의 역사
- 베트남의 역사